# 寺右社区
寺右社区（じゆうしゃく）は、広州市越秀区東山街道の社区。面積は0.04㎢。2022年まで、戸籍人口は6738人、居住人口はおよそ10000人。

## 地理
広州市越秀区東山街道の中部に位置している。

## 歴史
1990年、寺右社区が発足。

## 交通
- 地下鉄の駅：
- バス：